# Havskräfta
Havskräfta, kejsarhummer, (Nephrops norvegicus), är en nära släkting till vanlig hummer men är betydligt mindre och slankare med långa smala klor. Till skillnad från sin större släkting lever den på mjuka bottnar av lera och sand från Island och Nordkap till Marocko och går in i Medelhavet samt Skagerack och Kattegatt, vanligen på 30–40 meters djup men finns på djup ner till 400 meter. På den svenska västkusten används den ofta på kräftskivor i stället för sötvattenskräftor. Havskräftan har en mildare smak jämfört med diverse andra mindre kräftor. Den fiskas ibland via burfiske.
Hannarna kan nå en längd av 25 cm, honorna 17 cm. Honorna blir könsmogna vid 8–10 centimeters längd.
Födan består av olika små ryggradslösa djur. Äggen befuktas under sommaren eller hösten och honan stannar i boet till nästa vår när äggen kläcks. Larverna lever i början bland annan plankton och de gömmer sig efter 3 till 7 veckor i den mjuka havsbotten.

## Bevarandestatus
Beståndet hotas främst av överfiske. I några regioner som väster om Skottland förekommer inga förändringar av fångstmängden. Hela populationen anses vara stabil. IUCN listar arten som livskraftig (LC).